# 신재철 (기업인)
신재철(1960년 11월 ~ )은 대한민국의 기업인이다. 2014년 3월 포스코TMC 대표이사에 취임했다. 2013년 POSCO P&S 박판판매실장으로 재임하였다.

## 학력
- 1979년 부평고등학교 졸업
- 1986년 홍익대학교 금속학과 졸업

## 주요 활동
- 1986년 POSCO 입사
- 2011년 POSCO 마케팅전략실장(상무)
- 2011년 철강협회 강구조센터 회장
- 2013년 POSCO P&S 박판판매실장(전무이사)
- 2014년 포스코TMC 대표이사